# 626. pehotni polk (Wehrmacht)
Za druge 626. polke glejte 626. polk.
626. pehotni polk (izvirno nemško Infanterie-Regiment 626) je bil eden izmed pehotnih polkov v sestavi redne nemške kopenske vojske med drugo svetovno vojno.

## Zgodovina
Polk je bil ustanovljen 22. februarja 1940 v WK X za Oberrhein, pri čemer je II. bataljon 377. pehotnega polka tvoril jedro novega polka; polk je bil dodeljen 555. pehotni diviziji.
Zaradi hitrega zaključka francoske kampanje je bil polk 13. avgusta 1940 razpuščen; bataljoni so bili reorganizirani v samostojne Heimatwach bataljone.